# المصلى (بعدان)

تعديل مصدري - تعديل

المصلى محلة تابعة لقرية ظامر العليا، التابعة لعزلة بني منصور بمديرية بعدان إحدى مديريات محافظة إب في الجمهورية اليمنية، بلغ تعداد سكانها 169 حسب تعداد اليمن لعام 2004.